# Distretto governativo di Friburgo
Il distretto governativo di Friburgo (in tedesco Regierungsbezirk Freiburg) è uno dei quattro distretti governativi del Land Baden-Württemberg in Germania
Il distretto è situato nella parte sud-occidentale del Land. Fino al 31 dicembre 1972 era definito distretto governativo del Südbaden e aveva confini lievemente diversi. Attualmente confina a sud con la Svizzera, a ovest con l'Alsazia (Francia) a nord con il distretto governativo di Karlsruhe e a est con il distretto governativo di Tubinga.

## Suddivisione
- Tre regioni (Region)
- Nove circondari e il circondario urbano di Friburgo
- 302 comuni o città, tra le quali un circondario urbano e 19 grandi città circondariali

Regione Alto Reno-Lago di Costanza
Circondario di Costanza
Circondario di Lörrach
Circondario di Waldshut
Regione Alto Reno meridionale
Friburgo in Brisgovia (città extracircondariale)
Circondario di Brisgovia-Alta Foresta Nera
Circondario di Emmendingen
Circondario dell'Ortenau
Regione Foresta Nera-Baar-Heuberg
Circondario di Rottweil
Circondario della Foresta Nera-Baar
Circondario di Tuttlingen